# Amblyomma dubitatum
Amblyomma dubitatum är en fästingart som beskrevs av Neumann 1899. Amblyomma dubitatum ingår i släktet Amblyomma och familjen hårda fästingar. Inga underarter finns listade i Catalogue of Life.